# Rimu Nakamura
Rimu Nakamura (japanisch 中村輪夢; * 9. Februar 2002 in Kyōto) ist ein japanischer BMX-Freestyle-Fahrer. Er ist Spezialist der Variante Park, in der er 2022 Weltmeister war. Er wird auch „Rim“ genannt.

## Sportlicher Werdegang
Nakamuras Vater besaß ein Fahrradgeschäft und soll seinen Sohn nach dem englischen Wort für Felge genannt haben. Als Teenager gewann er zahlreiche Turniere in Japan. Bei den erstmals ausgetragenen Urban-Cycling-Weltmeisterschaften 2017 kam er mit 15 Jahren ins Finale und wurde Siebter. 2019 wurde er erstmals japanischer Meister und blieb dies bis 2023 fünfmal in Folge. 2019 gewann er zudem eine Runde des UCI-BMX-Freestyle-Weltcups und siegte am Ende der Saison in der Gesamtwertung.
Ende 2020 brach sich Nakamura die Ferse und musste operiert werden. Als BMX-Freestyle 2021 in seinem Heimatland erstmals olympische Disziplin wurde, vertrat er Japan im BMX-Freestyle-Wettbewerb der Männer; er wurde im Vorlauf noch Zweiter, im Finale dann Fünfter.
2022 gewann er erneut eine Runde des Weltcups. Am Ende des Jahres erzielte er seinen bislang größten Erfolg, indem er die Weltmeisterschaften in Abu Dhabi gewann. 2019 und 2023 gewann er die beiden bislang einzigen Ausgaben der Asienmeisterschaften seiner Disziplin. 2024 vertrat er Japan zum zweiten Mal im olympischen Freestyle-Wettkampf und wurde erneut Fünfter.
Parallel zu den Wettbewerben des Radsport-Weltverbands UCI tritt Nakamura bei diversen Extremsport-Events auf, so den X-Games. Dort gewann er 2019 in Minneapolis eine Silbermedaille, seitdem folgten noch mehrere vordere Platzierungen.

## Erfolge
2019
 Asienmeister
 Japanischer Meister
 X-Games Minneapolis
Gesamtwertung und ein Sieg im Freestyle-Weltcup
2020
 Japanischer Meister
2021
 Japanischer Meister
2022
- Weltmeister

 Japanischer Meister
ein Weltcup-Sieg
2023
 Asienmeister
 Japanischer Meister
2024
ein Weltcup-Sieg